# Minensuchflottillen
Die Minensuchflottillen waren deutsche Flottillen der Reichsmarine und der Kriegsmarine im Zweiten Weltkrieg.

## 1. Minensuchflottille

### Flottillengeschichte
Die 1. Minensuchflottille wurde durch die Reichsmarine 1924 als 1. Minensuch-Halbflottille mit Standort in Kiel aufgestellt. Anfangs bestand die Halbflottille aus vier Booten: M 113 (Führerboot), M 122, M 136 und M 145. 1933 erfolgte die Umbenennung in 1. Minensuchflottille. Die Unterstellung wechselte zum Führer der Minensuchboote, welcher mit Kriegsbeginn geteilt wurde. Ab 18. Oktober 1935 war M 146 Führerboot der 1. Minensuchflottille, welches später Führerboot der 6. Minensuchflottille (1) und M 546 wurde.
Zu Beginn des Zweiten Weltkriegs war die Flottille mit Minensuchbooten Typ 1935 ausgestattet, die Unterstellung wechselte für den Überfall auf Polen unter den Führer der Minensuchboote Ost und anschließend unter den Führer der Minensuchboote West. 1939 bis 1940 wurde die Flottille im Bereich der Nordsee eingesetzt. Beim Unternehmen Weserübung im April 1940 gehörte sie zu verschiedenen Kriegsschiffgruppen. Von 1940 bis 1942 versah sie Sicherungsdienst in der Nordsee, vor der niederländischen und der französischen Küste und in der Biscaya. Während des Krieges gegen die Sowjetunion war sie 1942 am Durchbruch durch die Irbenstraße und der Eroberung der Baltischen Inseln beteiligt. daran schloss sich bis 1944 Sicherungs- und Geleitdienst einschließlich des Legens von Minensperren im Raum Holland und Nordsee an. Die Unterstellung war bereits unter die 1. Sicherungs-Division beim Befehlshaber der Sicherung der Nordsee gewechselt, wie auch beim Einsatz der Flottille während der Operation Overlord.
Ab 1944 deckte sie die Zurücknahme der Front im Osten und leistete Sicherungsaufgaben in der mittleren und westlichen Ostsee. Die Flottille führte, wie auch die 3., 25. und 31. Minensuchflottille, zu Kriegsende Transporte aus dem Kurland-Kessel durch bzw. sicherte diese.
Nach der deutschen Kapitulation im Mai 1945 wurde sie bis Sommer 1946 aufgelöst.
Während des Bestehens der 1. Minensuchflottille wurde der Bestand fortlaufend durch Boote von aufgelösten Flottillen, wie die 4., 6. und 8. Minensuchflottille, aufgefrischt.

### Zugehörige Einheiten
1939/40
- M 1, M 3, M 4, M 5 (Untergang am 18. Juni 1940), M 7, M 8, M 9, M 14, M 15, M 17, M 18, M 20, M 132 (Typ 16; Untergang am 13. November 1939)

ab 1941
- M 37, M 155 (kam mit der erneuten Aufstellung Anfang 1942 zur 7. Minensuchflottille), M 203, M 204, M 255, M 256, M 36

### Flottillenchefs
- Korvettenkapitän Hugo Schmidt: von der Aufstellung bis September 1926
- Kapitänleutnant/Korvettenkapitän Kurt Ramien: von September 1926 bis September 1929
- Korvettenkapitän Werner Scheer: von September 1929 bis September 1932
- Korvettenkapitän Friedrich Ruge: Oktober 1932 bis September 1934
- Korvettenkapitän Ernst-Felix Krüder: September 1934 bis September 1936
- Korvettenkapitän Winfried Hagen: 1936/37
- unbekannt
- Korvettenkapitän Karl Weniger: Oktober 1938 bis Dezember 1939, später Führung über die neu aufgestellte 2. Sicherungs-Division, starb 1941
- Korvettenkapitän Karl Neitzel: Dezember 1939 bis März 1941, später Kommandant von U 510 und u. a. letzter Chef der 2. U-Lehrdivision
- Fregattenkapitän Karl Bergelt: April 1941 bis März 1943, später Chef der 3. Sicherungs-Division
- Korvettenkapitän Claus Henning von Grumbkow: April 1943 bis Oktober 1944
- Korvettenkapitän Georg Pinkepank: Oktober 1944 bis Auflösung der Flottille im Sommer 1946, vorher Chef der 40. Minensuchflottille (1) und der 2. Räumbootflottille

## 2. Minensuchflottille

### Flottillengeschichte
Die 2. Minensuchflottille wurde durch die Kriegsmarine 1936 aufgestellt. Die Unterstellung erfolgte, wie auch die 1. Minensuchflottille, unter den Führer der Minensuchboote, welcher mit Kriegsbeginn geteilt wurde. Zu Beginn des Zweiten Weltkriegs war die Flottille mit Minensuchbooten Typ 1935 ausgestattet und wurde in der Danziger Bucht eingesetzt. Ab Ende 1939 leistete sie Geleit- und Minensuchdienst in der Nordsee. Beim Unternehmen Weserübung im April 1940 gehörte sie zu verschiedenen Kriegsschiffgruppen. Die Unterstellung war unter dem Führer der Minensuchboote West bzw. später, wie auch bei Einsatz der Flottille bei der Operation Overlord, unter die aus dem Stab des Führers der Minensuchboote West aufgestellten 3. Sicherungs-Division beim Befehlshaber der Sicherung West. Nach dem Unternehmen Weserübung schloss sich bis 1944 Geleit- und Minensuchdienst vor den Niederlanden, im Kanalgebiet und vor Westfrankreich, meist im Raum Brest, an. 1945 wurde sie, nachdem Mitte September 1944 die 3. Sicherungs-Division aufgelöst worden war, der 9. Sicherungs-Division beim Befehlshaber der Sicherungsstreitkräfte unterstellt und versah Sicherungsaufgaben in der Ostsee.
Nach dem Krieg kam die Flottille in der 1. Minenräumdivision des Deutschen Minenräumdienstes zum Einsatz.

### Zugehörige Einheiten
1939/40
- M 2, M 6 (Untergang am 30. November 1941), M 9, M 10, M 11 (Untergang am 6. Juni 1940), M 12, M 13, M 21, M 25, M 38

1941/42
- M 152, M 153 (kam mit der erneuten Aufstellung Anfang 1942 zur 7. Minensuchflottille), M 38 (kam mit der erneuten Aufstellung Mitte Mai 1942 zur 6. Minensuchflottille), M 256

1945
- Minensuchboot 1943: M 606 (1948 abgewrackt), M 607 (ab 1950 Christian Ivers), M 608 (ab 1950 Harald Ivers), M 609 (1947 abgewrackt), M 611 (zur Bundesmarine), M 805 (Untergang am 11. März 1945), M 806 (1948 zur Royal Navy)

### Flottillenchefs
- Korvettenkapitän Stanislaus Kowalczyk: von der Aufstellung 1936 bis Oktober 1938
- Korvettenkapitän Kurt Thoma: Oktober 1938 bis März 1941
- Fregattenkapitän Hans Rehm: April 1941 bis August 1942, später letzter Chef der 7. Sicherungs-Division
- Korvettenkapitän Hugo Heydel: August 1942 bis Juli 1943
- Korvettenkapitän Adalbert von Blanc: September 1943 bis März 1944
- Korvettenkapitän d. R. Wilhelm Ambrosius: März bis August 1944, vorher u. a. Chef der 22. U-Bootsflottille und Kommandeur der 2. U-Lehrdivision, anschließend Kommandeur der Sperrschule
- Kapitänleutnant Gerd Rosenow: November 1944 bis zur Auflösung der Flottille, vormals Kommandant von Minensuchbooten und Chef der 11. Minensuchflottille (2)

## 3. Minensuchflottille

### Flottillengeschichte
Die 3. Minensuchflottille wurde durch die Kriegsmarine im April 1940 aufgestellt. Bis 1942 war die Flottille in Nordnorwegen eingesetzt, kam dann in den finnischen Meerbusen. Hier übernahm sie Sicherungsaufgaben in der mittleren und westlichen Ostsee, um den Frontrückzug zu schützen. Die Flottille führte, wie auch die 1., 25. und 31. Minensuchflottille, zu Kriegsende Transporte aus dem Kurland-Kessel durch bzw. sicherte diese. Im Sommer 1945 wurde die Flottille aufgelöst.

### Zugehörige Einheiten
1940
- M 15, M 16, M 17, M 18, M 19, M 22, M 29, M 30, M 151

April 1943
Nach der Auflösung der 2. Flak-Jäger-Flottille, zusätzlich:
- Flakjäger 25
- Flakjäger 26

### Flottillenchefs
- Fregattenkapitän Hermann Knuth: von der Aufstellung im April 1940 bis August 1942
- Korvettenkapitän d. R. Kurt-Joachim Schwarte: von August 1942 bis August 1943 (†), vormals Chef der 18. Minensuchflottille
- Korvettenkapitän d. R. Emil Kieffer: von August 1943 bis zur Auflösung der Flottille im Sommer 1945, vormals Kommandant von mehreren Minensuchbooten

## 4. Minensuchflottille

### Flottillengeschichte
Die 4. Minensuchflottille wurde durch die Kriegsmarine im September 1939 aufgestellt. Die Ausstattung erfolgte mit Minensuchbooten des Typs 16, welcher bereits im Ersten Weltkrieg eingesetzt wurde. Ab 1941 erfolgte die Umstellung auf Minensuchboote Typ 1935.
Von der Aufstellung bis in das nächste Jahr wurde die Flottille für Geleit- und Minensuchdienst in der Nordsee eingesetzt. Beim Unternehmen Weserübung im April 1940 gehörte die Flottille zur Kriegsschiffgruppe 11, welche vom Chef der Flottille, Korvettenkapitän Walter Berger, auch geführt wurde. Anschließend war sie bis ins Jahr 1941 in der Nordsee und dort v. a. im Bereich Hollands eingesetzt. Beim Angriff auf die Sowjetunion im Juni 1941 folgte der Einsatz der Flottille bei der Eroberung der baltischen Inseln Ösel und Dagö. Ende Juli 1940 gingen M 61, M 89 und M 136 in einer Minensperre vor Hoek van Holland verloren. Für ein Jahr wurde wieder Geleit- und Minensuchdienst, nun aber im Westraum an der Atlantikküste durchgeführt, um dann bis zur Auflösung Geleitdienst an der norwegischen Westküste durchzuführen. Die Unterstellung wechselte zum Admiral der norwegischen Nordküste. Als im Mai 1944 im Verantwortungsgebiet des Admirals der norwegischen Nordküste der 3. Küstensicherungsverband aufgestellt wurde, wurde die Flottille diesem zugeordnet. Im März 1945 wurde die 4. Minensuchflottille aufgelöst.

### Zugehörige Einheiten
1939/40
- M 61 (Untergang am 26. Juli 1940), M 89 (Untergang am 26. Juli 1940), M 136 (Untergang am 26. Juli 1940), M 502, M 510, M 511, M 534 ex M 134 ex Frauenlob, M 582, M 584, M 598

1941
- M 1, M 2, M 36, M 81, M 101, M 132, M 151, M 203, M 204, M 255

### Flottillenchefs
- Kapitänleutnant Archibald MacLean (* 1904): von der Aufstellung der Flottille im September 1939 bis November 1939, anschließend Offizier auf der Gneisenau
- Korvettenkapitän Walter Berger: von November 1939 bis Februar 1943, vorher Kommandant von T 196, später Chef der 11. Sicherungs-Division
- Korvettenkapitän Wolfgang Haack: von Februar 1943 bis August 1943, vorher Chef der 38. Minensuchflottille
- Fregattenkapitän Paul Morgenstern: von August 1943 bis März 1944, anschließend Chef des 4. Küstensicherungsverbands
- Kapitänleutnant Gustav-Werner Haubold: von März 1944 bis Juni 1944 mit der Wahrnehmung der Geschäfte beauftragt; Kommandant von M 36, später Chef der 38. Minensuchflottille
- Korvettenkapitän Hans von Quednow: von Juni 1944 bis zur Auflösung der Flottille im März 1945, anschließend Chef des 3. Küstensicherungsverbands

## 5. Minensuchflottille

### Flottillengeschichte
Die 5. Minensuchflottille wurde durch die Kriegsmarine im November 1940 aufgestellt.
Von der Aufstellung bis in das nächste Jahr wurde die Flottille für Geleit- und Sicherungsdienst in der Nordsee, wobei der Einsatz auch kurzzeitig in Südnorwegen stattfand, eingesetzt. Ab 1941 erfolgte das Verlegen von Minen von Memel zur Südspitze Schwedens. Im Mai 1941 lief die Flottille im Rahmen des Unternehmens Rheinübung gemeinsam mit der Bismarck und anderen deutschen Kriegsschiffen aus Gotenhafen aus. Ab Juni 1941 war die Flottille an der Eroberung von Libau und Windau beteiligt.
Die Flottille wurde Ende 1941 in die Ostsee beordert, um ein Minenfeld zwischen dem Fluss Memel und Südschweden zu verlegen und war dann bei der Eroberung von Libau und Windau beteiligt. Nach dem Durchbruch durch die Irbenstraße fielen die estnischen Inseln Dagö und Ösel in deutsche Hand. Hierbei beschossen Schiffe der Flottille die Halbinsel Sworbe, die bitter umkämpft war. Im Februar 1942 war die Flottille beim Kanaldurchbruch beteiligt, kam danach nach Norwegen und war hier hauptsächlich für den Geleitdienst um den Nordkap eingesetzt. Die Unterstellung wechselte zum Admiral der norwegischen Polarküste. Als im Juni 1944 im Verantwortungsgebiet des Admirals der norwegischen Nordküste der 1. Küstensicherungsverband aufgestellt wurde, wurde die Flottille diesem zugeordnet. Anfangs war der Verband noch direkt dem Kommandierenden Admiral Polarküste zugeteilt, ab September 1944 aber dann dem Kommandant der Seeverteidigung Kirkenes.
Nach dem Krieg kam die Flottille in der 4. Minenräumdivision des Deutschen Minenräumdienstes zum Einsatz. Im Oktober 1947 wurde die 5. Minensuchflottille aufgelöst.

### Zugehörige Einheiten
- M 4, M 23, M 32, M 35, M 81, M 154 (kam mit der erneuten Aufstellung Anfang 1942 zur 7. Minensuchflottille), M 201, M 202, M 205 (kam mit der erneuten Aufstellung Anfang 1942 zur 7. Minensuchflottille), M 251, M 252, M 253

### Flottillenchefs
- Fregattenkapitän Rudolf Lell: von der Aufstellung der Flottille im November 1940 bis September 1943, vorher Kommandant des Minenräumschiffs 11
- Korvettenkapitän Erich Klünder: von September 1943 bis zur Auflösung der Flottille im Oktober 1947, vorher Chef der 1. Räumbootflottille

## 6. Minensuchflottille (1)

### Flottillengeschichte
Die 6. Minensuchflottille wurde durch die Kriegsmarine im September 1939 aufgestellt. Die Ausstattung erfolgte mit Minensuchbooten des Typs 16, welcher bereits im Ersten Weltkrieg eingesetzt wurde. Mitte Mai 1942 wurde die 6. Minensuchflottille ein zweites Mal aufgestellt.
Die Flottille wurde für Geleit- und Minensuchdienst in der Nordsee eingesetzt. Die Unterstellung erfolgte unter den Führer der Minensuchboote West beim Befehlshaber der Sicherung West. Im Oktober 1940 wechselte die Unterstellung direkt unter den Befehlshaber der Sicherung West.
Am 27. Januar 1942 wurde die Flottille das erste Mal aufgelöst und für die Aufstellung der 21. Minensuchflottille herangezogen.

### Zugehörige Einheiten
- M 504, M 517, M 122 (ab April 1940, von der 7. Minensuchflottille (1)), M 522 ex M 122 (ab Oktober 1941), M 526 ex M 126 (ab April 1940, von der 7. Minensuchflottille (1)), M 545, M 546 ex M 146 (kam als Führerboot von der 1. Minensuchflottille), M 572, M 598

### Flottillenchefs
- Kapitänleutnant Johannes Isenlar: von der Aufstellung der Flottille im September 1939 bis Januar 1940, anschließend Chef des Stabes des Sperrversuchskommandos
- Korvettenkapitän Fritz Petzel: von Januar 1940 bis August 1940, vorher Chef der 12. Minensuchflottille (1) und später bis zu seinem Tod 1941 Chef der Donauflottille
- Korvettenkapitän Hagen Küster: von August 1940 bis Oktober 1941, vorher Chef der 4. Raumbootflottille
- Kapitänleutnant Hans Katinszky: von Oktober 1941 bis zur Auflösung der Flottille im Januar 1942, vorher Kommandant in der 17. Minensuchflottille und später Chef der 25. Minensuchflottille

## 6. Minensuchflottille (2)

### Flottillengeschichte
Nachdem die 6. Minensuchflottille bereits von September 1939 bis Ende Januar 1942 bestanden hatte, wurde diese Mitte Mai 1942 ein zweites Mal nun in Royan aufgestellt. Die Unterstellung erfolgte unter die 3. Sicherungs-Division.
Die Flottille wurde für Geleit- und Sicherungsdienst an der französischen Atlantikküste eingesetzt.
In Concarneau wurde die 6. Minensuchflottille in Folge der Operation Overlord, woran die Flottille auch teilnahm, im Juni 1944 im August 1944 aufgelöst. Ende Mai 1944 war die Flottille gemeinsam mit der 5. Torpedobootsflottille von Cherbourg nach Le Havre verlegt worden und damit von britischen Flugzeugen angegriffen, u. a. mit Verlust von M 39, worden. Die restlichen Boote wurden z. T. gesprengt oder abgegeben.

### Zugehörige Einheiten
- M 38 (von der 2. Minensuchflottille), M 39 (von der 7. Minensuchflottille (2), Untergang am 24. Mai 1944), M 82 (von der 7. Minensuchflottille (2)), M 83 (Untergang am 14. Juni 1944), M 84 (Untergang am 11. August 1944), M 85, M 102 (von der 7. Minensuchflottille (2)), M 133 (Untergang am 1. August 1944), M 155 (von der 7. Minensuchflottille (2)), M 156 (von der 7. Minensuchflottille (2), Untergang am 6. Februar 1944), M 206 (von der 7. Minensuchflottille (2), Untergang am 11. August 1944), M 256 (von der 8. Minensuchflottille), M 265 (von der 8. Minensuchflottille, zur 29. Minensuchflottille), M 267 (von der 29. Minensuchflottille)

### Flottillenchefs
- Korvettenkapitän Hans John: von der Aufstellung der Flottille im Mai 1942 bis März 1943, vorher Chef der neu aufgestellten 7. Minensuchflottille
- Korvettenkapitän Eberhard Homeyer: von März 1943 bis zur Auflösung der Flottille im Juli 1944, vorher Chef der 4. Räumbootflottille

## 7. Minensuchflottille (1)

### Flottillengeschichte
Die 7. Minensuchflottille wurde durch die Kriegsmarine im September 1939 aus den Booten des Sperrschulverbands aufgestellt.
Der Sperrschulverband unterstand der Sperrschule in Kiel, welche wiederum der Sperrwaffeninspektion zugeordnet war. Ab Oktober 1939 war der spätere Chef der 7. Minensuchflottille, Korvettenkapitän Nicolai Schulz-Carstensen, Chef des Sperrschulverbands. Zu diesem Zeitpunkt waren dem Verband M 75, M 84, M 85 und M 102 zugeteilt. Der Sperrschulverband wurde am 1. Oktober 1939 in Sperrschulflottille umbenannt.
Die Ausstattung erfolgte mit Minensuchbooten des Typs 16, welcher bereits im Ersten Weltkrieg eingesetzt wurde, wobei auch Beuteboote der Flottille zugeordnet wurden. Anfang Januar 1942 wurde die 7. Minensuchflottille ein zweites Mal aufgestellt.
Die Flottille wurde im September 1939 für die Blockade von Hela und Minensuch- und Sicherungsdienst auf dem Weg von Stolpmünde nach Pillau eingesetzt. Im Oktober des gleichen Jahres wurden polnische Minensperren in der Danziger Bucht geräumt und bis zur ersten Auflösung in der Nordsee Minensuchdienst und U-Boot-Jagd durchgeführt.
Im März 1940 wurde die Flottille das erste Mal aufgelöst.

### Zugehörige Einheiten
- M 75, M 84, M 85, M 102, M 122 (kam nach der Auflösung der Flottille zur 6. Minensuchflottille (1)), M 126 (kam nach der Auflösung der Flottille als M 526 zur 6. Minensuchflottille (1))
- Oxhöft ex Zuraw
- Westernplatte ex Czajka

### Flottillenchef
Flottillenchef war der Fregattenkapitän Nicolai Schulz-Carstensen, welcher vorher Chef des aufgelösten Sperrschulverbands war.

## 7. Minensuchflottille (2)

### Flottillengeschichte
Nachdem die 7. Minensuchflottille bereits von September 1939 bis März 1940 bestanden hatte, wurde diese Anfang Januar 1942 ein zweites Mal, nun in Cuxhaven, aufgestellt. Die Unterstellung erfolgte unter die 5. Sicherungs-Division beim Befehlshaber der Sicherung der Nordsee.
Die Flottille versah 1942 Sicherungsdienst in der Deutschen Bucht und war dann bis Kriegsende für den Geleitverkehr zwischen der Elbe und Rotterdam eingesetzt. Zusätzlich wurden Minenunternehmungen vorgenommen, wobei Minensperren vor der holländischen Küste als Teil des Süd-Westwalls gelegt und Verstärkungen der Minensperren in der Nordsee durchgeführt wurden.
Nach dem Krieg kam die Flottille in der 2. Minenräumdivision des Deutschen Minenräumdienstes für das Räumen der Westwall-Minensperren zum Einsatz. Im November 1947 wurde die 7. Minensuchflottille aufgelöst.

### Zugehörige Einheiten
- M 39 (zur 6. Minensuchflottille (2)), M 82 (zur 6. Minensuchflottille (2)), M 83 (zur 6. Minensuchflottille (2)), M 102 (zur 6. Minensuchflottille (2)), M 153 (von der 2. Minensuchflottille), M 154 (von der 5. Minensuchflottille, zur 6. Minensuchflottille (2)), M 155 (von der 1. Minensuchflottille), M 156 (zur 6. Minensuchflottille (2)), M 205 (von der 5. Minensuchflottille), M 206 (zur 6. Minensuchflottille (2))

Ab September 1942
- M 23, M 32, M 33, M 82, M 102, M 103 (Untergang am 15. Juni 1944), M 104, M 131, M 201
- Flottenbegleiter: F 4, F 5, F 7

### Flottillenchefs
- Korvettenkapitän Hans John: von der Aufstellung der Flottille im Januar 1942 bis Mai 1942, anschließend Chef der neu aufgestellten 6. Minensuchflottille
- Korvettenkapitän d. R. Alfred Neumann: von September 1942 bis Dezember 1943, vormals Kommandant in der 13. und 5. Minensuchflottille
- Kapitänleutnant/Korvettenkapitän Johannes Hartrumpf: von Dezember 1943 bis Mai 1945, vorher Chef der 9. Raumbootflottille

## 8. Minensuchflottille

### Flottillengeschichte
Die 8. Minensuchflottille wurde durch die Kriegsmarine Mitte März 1941 aufgestellt. Die Unterstellung erfolgte unter die 4. Sicherungs-Division beim Befehlshaber der Sicherung West.
Die Flottille versah von 1941 bis 1944 Sicherungs- und Geleitdienst in Westfrankreich, vor allem in der Biskaya. Die Flottille unterstützte bei Freihalten der Ein- und Auslaufwege der deutschen U-Boote. In Folge der Operation Overlord, woran die Flottille teilnahm, im Juni 1944 verblieb ein Teil der Boote in St. Nazaire und dort z. T. im U-Bootbunker. Mitte August 1944 kam beim Untergang von M 27 in der Gironde-Mündung der Flottillenchef Hölzerkopf ums Leben. Im August 1944 wurden Teile der Flottille für das Marine-Regiment von Pflugk-Harttung in der Marinebrigade Weber in Bordeaux in Südfrankreich herangezogen. Bereits ab April 1944 erfolgte in La Rochelle aus Teilen der 4. Sicherungs-Division und Teilen der Flottille die Aufstellung des Marineregiments John, welche durch den ehemaligen Chef der 7. Minensuchflottille (2) und der 6. Minensuchflottille (2), Kapitän zur See Hans John geführt wurde. Im September 1944 wurde die 4. Sicherungs-Division aufgelöst.
Zu Kriegsende wurde die 8. Minensuchflottille aufgelöst. Nach der Kapitulation waren die Boote der ehemaligen Flottille unter französischer Führung im Minenräumdienst vor der französischen Küste eingesetzt.

### Zugehörige Einheiten
- M 24, M 26 (Untergang am 15. Mai 1942), M 27 (Untergang am 11. August 1944), M 28, M 32, M 34, M 152 (Untergang am 23. Juli 1943), M 254, M 256 (zur 6. Minensuchflottille (2)), M 265 (zur 6. Minensuchflottille (2)), M 277, M 292 (Untergang am 21. August 1944), M 329 (zur 11. Minensuchflottille), M 370 (Untergang am 12. August 1944)

### Flottillenchefs
- Korvettenkapitän Gerhard von Kamptz: von der Aufstellung der Flottille im März 1941 bis März 1943
- Korvettenkapitän Arnulf Hölzerkopf: von März 1943 bis August 1944 (†)[4], vorher Kommandant in der 16. Minensuchflottille, Chef der 42. Minensuchflottille und der 3. Räumbootflottille
- Korvettenkapitän Gerhard Bidlingmaier: August 1944, zugleich Chef der 28. Minensuchflottille
- Kapitänleutnant/Korvettenkapitän Heinz Roscher: von August 1944 bis zur Auflösung der Flottille im März 1945, zugleich ab Mai 1943 Chef der 14. Ujagd-Flottille, ab September 1944 Einsatzleiter Sicherungsverbindungsstab Lorient und Erster Führungsstaboffizier (F 1) im Stab Seekommandant Lorient

## 9. Minensuchflottille

### Flottillengeschichte
Die 9. Minensuchflottille wurde durch die Kriegsmarine Mitte März 1943 aufgestellt. Die Unterstellung erfolgte unter des Admiral Norwegische Polarküste. Mit der Einrichtung des 2. Küstensicherungsverbands im Juni 1944 wechselte die Unterstellung unter diesen.
Die Flottille wurde für Geleit- und Sicherungsdienst in Norwegen im Bereich Nordnorwegen eingesetzt. Am 5. September 1944 wurden aufgrund von Maschinenschäden M 274 und M 276 auf der Schelde selbst versenkt.
Nach dem Krieg kam die Flottille in der 4. Minenräumdivision des Deutschen Minenräumdienstes für das Räumen in den norwegischen Fjorden und im Skagerrak eingesetzt. Im Juni 1947 wurde die 9. Minensuchflottille aufgelöst. Die Boote kamen zur 22. und 25. Minensuchflottille.

### Zugehörige Einheiten
- M 272, M 273 (Untergang am 1. November 1945), M 274 (Untergang am 5. September 1944), M 276 (Untergang am 5. September 1944), M 306, M 326, M 346 (Untergang am 17. Juli 1943), M 348, M 364, M 365

### Flottillenchefs
- Kapitänleutnant Werner Dobberstein: von der Aufstellung der Flottille im März 1943 bis Februar 1944, vorher Chef der 5. Räumbootsflottille und anschließend 3. Admiralstabsoffizier des Flottenkommandos
- Korvettenkapitän Emil Härder: von Februar 1944 bis Mai 1945, vorher Chef der 2. Sperrschulflottille

## 10. Minensuchflottille

### Flottillengeschichte
Die 10. Minensuchflottille wurde durch die Kriegsmarine Mitte April 1943 in Cuxhaven aufgestellt. Die Unterstellung erfolgte unter die 4. Sicherungs-Division beim Befehlshaber der Sicherung West.
Die Flottille wurde für Geleit- und Minensuchdienst an der französischen Atlantikküste, besonders in der Biskaya, eingesetzt.
Die 10. Minensuchflottille wurde in Folge der Operation Overlord, woran die Flottille auch teilnahm, im Juni 1944 im September 1944 aufgelöst.
Am 6. August 1944 war M 263 gemeinsam mit M 486 von der 26. Minensuchflottille als Geleitsicherung eines Transportes aus St. Nazaire eingesetzt. Beim Angriff von der britisch-kanadischen Force 26 wurden sechs deutsche Schiffe, u. a. auch M 263 und die Sachsenwald versenkt. Zwei Tage später am 8. August 1944 wurde bei einem amerikanischen Luftangriff auf St. Nazaire M 366, M 367, M 428 und M 438 versenkt. In der Nacht vom 14. zum 15. August 1944 wurde die Richthofen, zusammen mit dem Torpedoboot T 24, den Minensuchbooten M 275 und M 385 und dem Sperrbrecher 157, von dem britischen Leichten Kreuzer Mauritius, dem Zerstörer Ursa und dem kanadischen Zerstörer Iroqois angegriffen. Der Sperrbrecher wurde dabei versenkt, und die beiden Minensucher mussten schwer beschädigt auf Strand gesetzt bzw. ganz aufgegeben werden.
Aus den verbleibenden Teilen der Flottille wurde zur Verteidigung von St. Nazaire am Südufer der Loire die Marinegrenadierabteilung Josephi aufgestellt. Der Abteilungsstab lag in Pornic. Die Absicherung durch die Abteilung erfolgte von Pornic über St. Père-en-Retz bis Paimbœuf. Diese Kampflinie bestand aus unterschiedlichen Widerstandsnestern, die in Gruppenstärke vorhanden waren. Mitte Dezember 1944 erfolgte die Verlegung der Kampflinie, um die Rundstedt-Offensive in den Ardennen zu entlasten. Mit der Kapitulation der Festung St. Nazaire am 11. Mai 1945 gingen auch die Teile der Marinegrenadierabteilung Josephi in französische Kriegsgefangenschaft.
M 275 und M 408 wurde nach Kriegsende für die Minenräumung eingesetzt.

### Zugehörige Einheiten
- M 263 (Untergang am 6. August 1944), M 264 (zur 11. Minensuchflottille (2)), M 275 (am 16. August 1944 auf den Strand gesetzt), M 307 (zur 11. Minensuchflottille (2)), M 347 (zur 11. Minensuchflottille (2)), M 366 (Untergang am 8. August 1944), M 367 (Untergang am 8. August 1944), M 385 (Untergang am 16. August 1944), M 408 (a. D. und später an Frankreich), M 428 (Untergang am 8. August 1944), M 438 (Untergang am 8. August 1944)

### Flottillenchef
Flottillenchef war der Korvettenkapitän d. R. Walter Josephi, welcher vorher Chef der 6. Sicherungsflottille war.

## 11. Minensuchflottille (1)

### Flottillengeschichte
Die 11. Minensuchflottille wurde durch die Kriegsmarine am 22. September 1939 aufgestellt. Im August/Oktober 1943 wurde die 11. Minensuchflottille ein zweites Mal aufgestellt.
Die Flottille wurde bis 1940 für den Sicherungsdienst in der Ostsee und die Bewachung der Ostsee-Zugänge eingesetzt. Im April 1940 folgte der Geleitdienst für Nachschubstaffeln nach Norwegen und dann bis zur Auflösung der Sicherungsdienst vor der norwegischen Westküste.
Am 1. August 1942 wurde die Flottille das erste Mal aufgelöst. Die Besatzungen kamen zur neu aufgestellten 23. Minensuchflottille und der ehemalige Chef der aufgelösten 11. Minensuchflottille übernahm die neu aufgestellte Flottille.

### Zugehörige Einheiten
- M 1101 (I) (Untergang am 15. April 1944), M 1101 (II), M 1102 (Untergang am 10. September 1941), M 1103 (kam nach der Auflösung der Flottille zur 23. Minensuchflottille), M 1104 (I) (Untergang am 8. Juli 1941), M 1104 (II) (kam nach der Auflösung der Flottille zur 23. Minensuchflottille), M 1105 (kam nach der Auflösung der Flottille zur 23. Minensuchflottille), M 1106 (kam nach der Auflösung der Flottille zur 23. Minensuchflottille), M 1107, M 1108 (I) (Untergang am 13. April 1940), M 1108 (II) (kam nach der Auflösung der Flottille zur 23. Minensuchflottille)

### Flottillenchefs
- Kapitänleutnant Fritz Scabell: von der Aufstellung der Flottille im September 1939 bis Dezember 1939
- Kapitänleutnant Gustav Loerbroks: von Januar 1940 bis Juli 1940, anschließend Kommandant des Sperrbrechers 10
- Kapitänleutnant/Korvettenkapitän Hans-Otto Philipp: von Juli 1940 bis zur Auflösung der Flottille im August 1942, anschließend Chef der 23. Minensuchflottille und später Chef des 1. und 6. Küstensicherungsverbands

## 11. Minensuchflottille (2)

### Flottillengeschichte
Nachdem die 11. Minensuchflottille bereits von September 1939 bis August 1942 bestanden hatte, wurde diese im August/Oktober 1943 ein zweites Mal aufgestellt. Die Unterstellung erfolgte unter die 1. Sicherungs-Division beim Befehlshaber der Sicherung West und ab November 1941 beim Befehlshaber der Sicherung der Nordsee, wie auch beim Einsatz der Flottille während der Operation Overlord.
Die Flottille wurde für Geleit- und Sicherungsdienst in der Nordsee eingesetzt.
Die 11. Minensuchflottille wurde im Februar 1945 aufgelöst.

### Zugehörige Einheiten
- M 264 (von der 10. Minensuchflottille, Untergang am 8. Juli 1944), M 291 (nach der Auflösung zur 2. Minensuchflottille), M 307 (von der 10. Minensuchflottille, Untergang am 21. Juli 1944), M 327, M 329 (von der 8. Minensuchflottille, kam zur 27. Minensuchflottille), M 347 (von der 10. Minensuchflottille, Untergang am 25. September 1944), M 348, M 368, M 386

### Flottillenchefs
- Korvettenkapitän d. R. Kurt Seifert: von der Aufstellung der Flottille im August/Oktober 1943 bis September 1944, vormals Chef der 34. Minensuchflottille und zugleich mit der Wahrnehmung der Geschäfte als Chef der 32. Minensuchflottille beauftragt und dann Chef der 20. Vorpostenflottille; anschließend Chef der 1. Donauflottille
- Kapitänleutnant Gerd Rosenow: von September 1944 bis zur Auflösung der Flottille im Februar 1945, vormals Kommandant von Minensuchbooten und anschließend Chef der 2. Minensuchflottille

## 12. Minensuchflottille (1)

### Flottillengeschichte
Die 12. Minensuchflottille wurde durch die Kriegsmarine im September 1939 aufgestellt. Im November 1944 wurde die 12. Minensuchflottille ein zweites Mal aufgestellt. Die Unterstellung war unter dem Führer der Minensuchboote West beim Befehlshaber der Sicherung West.
Die Flottille wurde für den Sicherungsdienst in der Nordsee, vor der holländischen Küste und im Kanal eingesetzt.
Im Oktober 1942 wurde die 12. Minensuchflottille das erste Mal aufgelöst, wobei die Boote zur 46. Minensuchflottille und die Besatzungen zur 24. Minensuchflottille kamen, wobei der Chef der aufgelösten 12. Minensuchflottille die 24. Minensuchflottille übernahm.

### Zugehörige Einheiten
- M 1201 (kam nach der Auflösung der Flottille zur 46. Minensuchflottille), M 1202 (kam nach der Auflösung der Flottille zur 46. Minensuchflottille), M 1203, M 1204 (kam nach der Auflösung der Flottille zur 46. Minensuchflottille), M 1205 (kam nach der Auflösung der Flottille zur 46. Minensuchflottille), M 1206 (kam nach der Auflösung der Flottille zur 46. Minensuchflottille), M 1207 (kam nach der Auflösung der Flottille zur 46. Minensuchflottille), M 1208 (Untergang am 11. Februar 1942)

### Flottillenchefs
- Korvettenkapitän Fritz Petzel: von der Aufstellung der Flottille im September 1939 bis Januar 1940, anschließend Chef der 6. Minensuchflottille (1)
- Korvettenkapitän d. R. Hans Gebauer: von Januar 1940 bis September 1940 (†)
- Korvettenkapitän d. R. Fritz Breithaupt: von September 1940 bis zur Auflösung der Flottille im Oktober 1942, vormals Chef der 14. und 34. Minensuchflottille und anschließend Chef der 24. Minensuchflottille

## 12. Minensuchflottille (2)

### Flottillengeschichte
Nachdem die 12. Minensuchflottille bereits von September 1939 bis Oktober 1942 bestanden hatte, wurde diese im November 1944 ein zweites Mal aufgestellt. Die Unterstellung erfolgte unter die 9. Sicherungs-Division beim Befehlshaber der Sicherungsstreitkräfte und die Ausstattung erfolgte mit neuen Minensuchboote 1943.
Bis 1945 wurde Geleitdienst in der Ostsee durchgeführt. Im Mai 1945 kam es zu einem Marine-Standgericht der Besatzung von M 612. Dabei wurden elf Besatzungsmitglieder wegen Meuterei zum Tode und vier Besatzungsmitglieder zu Zuchthausstrafen von drei Jahren verurteilt. Fünf Mann wurden freigesprochen.
Nach der Kapitulation wurde die 12. Minensuchflottille für den Räumdienst in der Nordsee und im Skagerrak eingesetzt. Die Flottille war dafür der 1. Minenräumdivision des Deutschen Minenräumdienstes zugeteilt und die Flottille wurde im November 1947 aufgelöst.

### Zugehörige Einheiten
- M 601 (geht 1948 an Großbritannien), M 602 (geht 1948 an Großbritannien), M 603 (geht 1948 an Großbritannien), M 604 (geht 1948 an Großbritannien), M 605 (geht 1948 an Großbritannien), M 611 (geht 1948 an Großbritannien), M 612 (geht 1948 an Großbritannien), M 801 (geht 1949 an Italien), M 802 (Untergang am 11. März 1945), M 803 (geht 1949 an Italien), M 804 (Untergang am 11. März 1945)

### Flottillenchef
Flottillenchef war der Kapitänleutnant Reinhart Ostertag.

## 13. Minensuchflottille

### Flottillengeschichte
Die 13. Minensuchflottille wurde durch die Kriegsmarine am 28. September 1939 aufgestellt. Die Unterstellung erfolgte unter den Führer der Minensuchboote West beim Befehlshaber der Sicherung West. Im Oktober 1940 wechselte die Unterstellung direkt unter den Befehlshaber der Sicherung West.
Die Flottille wurde bis 1940 für Sicherungsaufgaben in der Ostsee und beim Unternehmen Weserübung im April 1940 für den Geleitdienst eingesetzt. Bis 1942 kam die Flottille dann für den Sicherungs- und Geleitdienst zwischen der Elbe und Holland zum Einsatz.
Zum 31. Dezember 1942 wurde die 13. Minensuchflottille aufgelöst und die Besatzungen kamen zur 27. Minensuchflottille, wobei der Chef der aufgelösten 13. Minensuchflottille die 27. Minensuchflottille übernahm.

### Flottillenchefs
- Korvettenkapitän Max Klein: von der Aufstellung der Flottille im September 1939 bis Mai 1942, anschließend mit der Aufstellung der 5. Sicherungs-Division beauftragt
- Korvettenkapitän Wilhelm Frank: von Mai 1942 bis Dezember 1942, vorher Kommandant des Sperrbrechers 11
- Korvettenkapitän Rudolf Heynsen: im Dezember 1942, dem Monat der Auflösung der Flottille, vorher Kommandant in der 13. Minensuchflottille und anschließend Chef der 27. Minensuchflottille

## 14. Minensuchflottille

### Flottillengeschichte
Die 14. Minensuchflottille wurde durch die Kriegsmarine im September/Oktober 1939 aufgestellt. Die Unterstellung erfolgte unter den Führer der Minensuchboote West beim Befehlshaber der Sicherung West.
Die Flottille wurde für den Sicherungsdienst in der Nordsee, vor der holländischen Küste und vor Nordfrankreich eingesetzt.
Zum 31. August 1941 wurde die 14. Minensuchflottille aufgelöst und die Besatzungen kamen zur 22. Minensuchflottille, wobei der Chef der aufgelösten 14. Minensuchflottille die 22. Minensuchflottille übernahm.

### Flottillenchefs
- Korvettenkapitän Fritz Breithaupt: von der Aufstellung der Flottille im September 1939 bis Juli 1940, anschließend Chef der 34. Minensuchflottille, später Chef der 12. (1) und 24. Minensuchflottille
- Kapitänleutnant/Korvettenkapitän d. R. Hermann Pfleger: von Juli 1940 bis zur Auflösung der Flottille im August 1941, vorher Kommandant in der 14. Minensuchflottille und anschließend Chef der 22. Minensuchflottille

## 15. Minensuchflottille

### Flottillengeschichte
Die 15. Minensuchflottille wurde durch die Kriegsmarine am 24. September 1939 aufgestellt. Die Unterstellung erfolgte unter den Führer der Minensuchboote West beim Befehlshaber der Sicherung West. Mit der Aufstellung der 1. Sicherungs-Division im Februar 1941 wechselte die Unterstellung der Flottille dorthin. Ab 1. November 1941 wurde die 1. Sicherungs-Division dem Befehlshaber der Sicherung der Nordsee unterstellt.
Die Flottille wurde bis 1940 für Sicherungsaufgaben in der Ostsee und beim Unternehmen Weserübung im April 1940 für den Geleitdienst eingesetzt. Bis 1943 kam die Flottille dann für den Sicherungsdienst vor Norwegen zum Einsatz.
Im März 1943 wurde die 15. Minensuchflottille aufgelöst und die Besatzungen kamen zur 30. Minensuchflottille, wobei der Chef der aufgelösten 15. Minensuchflottille die 30. Minensuchflottille übernahm.

### Flottillenchef
Flottillenchef war der Fregattenkapitän d. R. Friedrich Uebe, welcher nach der Auflösung der Flottille Chef der 30. Minensuchflottille wurde.

## 16. Minensuchflottille

### Flottillengeschichte
Die 16. Minensuchflottille wurde durch die Kriegsmarine am 24. September 1939 aufgestellt. Die Unterstellung erfolgte unter den Führer der Minensuchboote West beim Befehlshaber der Sicherung West. Mit der Aufstellung der 1. Sicherungs-Division im Februar 1941 wechselte die Unterstellung der Flottille dorthin. Ab 1. November 1941 wurde die 1. Sicherungs-Division dem Befehlshaber der Sicherung der Nordsee unterstellt.
Die Flottille wurde bis 1940 für Sicherungsaufgaben in der Nordsee eingesetzt. Bis 1943 kam die Flottille dann für den Sicherungsdienst vor Holland und später von Nord- und Westfrankreich zum Einsatz.
Im Januar 1943 wurde die 16. Minensuchflottille aufgelöst und die Besatzungen kamen zur 26. Minensuchflottille, wobei der Chef der aufgelösten 16. Minensuchflottille die 26. Minensuchflottille übernahm.

### Flottillenchefs
- Korvettenkapitän Georg Wildemann: von der Aufstellung der Flottille im September 1939 bis April 1940
- Kapitänleutnant Hans Fiebelkorn: von Januar 1940 bis März 1940 in Vertretung, zeitgleich Kommandant in der Flottille, anschließend kurz Kommandant Sperrbrecher 2, dann mit der Wahrnehmung der Geschäfte als Chef der 32. Minensuchflottille beauftragt
- Korvettenkapitän Karl Marguth: von April 1940 bis zur Auflösung der Flottille im Januar 1943, vormals Kommandant in der 14. Minensuchflottille und 16. Minensuchflottille und anschließend Chef der 26. Minensuchflottille

## 17. Minensuchflottille

### Flottillengeschichte
Die 17. Minensuchflottille wurde durch die Kriegsmarine am 24. September 1939 aufgestellt. Die Unterstellung erfolgte unter den Führer der Minensuchboote West beim Befehlshaber der Sicherung West. Mit der Aufstellung der 1. Sicherungs-Division im Februar 1941 wechselte die Unterstellung der Flottille dorthin. Ab 1. November 1941 wurde die 1. Sicherungs-Division dem Befehlshaber der Sicherung der Nordsee unterstellt.
Die Flottille wurde bis 1940 für Sicherungsaufgaben in der Ostsee und beim Unternehmen Weserübung im April 1940 für den Geleitschutz der Transportstaffeln eingesetzt. Bis 1942 kam die Flottille dann für den Sicherungsdienst in der Nordsee und in Norwegen zum Einsatz. Mitte April 1940 kam der Flottillenchef Rehder.
Zum 30. November 1942 wurde die 17. Minensuchflottille aufgelöst und die Besatzungen kamen zur 25. Minensuchflottille, wobei der Chef der aufgelösten 17. Minensuchflottille die 25. Minensuchflottille übernahm.

### Flottillenchefs
- Kapitänleutnant/Korvettenkapitän d. R. Hermann Rehder: von der Aufstellung der Flottille im September 1939 bis April 1940 (†)
- Kapitänleutnant/Korvettenkapitän d. R. Hellmut Stimming: von April 1940 bis Dezember 1941, später Chef der 4. Sicherungs-Flottille
- Korvettenkapitän d. R. Victor Siemers: von Dezember 1941 bis zur Auflösung der Flottille im November 1942, anschließend Chef der 25. Minensuchflottille

## 18. Minensuchflottille

### Flottillengeschichte
Die 18. Minensuchflottille wurde durch die Kriegsmarine am 26. September 1939 aufgestellt. Die Unterstellung erfolgte unter den Führer der Minensuchboote West beim Befehlshaber der Sicherung West.
Die Flottille wurde bis 1939 für den Sicherungsdienst in der Nordsee eingesetzt. Von da an kam die Flottille bis 1942 für den Sicherungsdienst vor Holland, Belgien und Nordfrankreich zum Einsatz. Der Einsatzraum wechselte auch in den Kanal und später nach Norwegen.
Zum 30. November 1942 wurde die 18. Minensuchflottille aufgelöst und die Besatzungen kamen zur 28. Minensuchflottille, wobei der Chef der aufgelösten 18. Minensuchflottille die 28. Minensuchflottille übernahm.

### Flottillenchefs
- Korvettenkapitän Anselm Lautenschlager: von der Aufstellung der Flottille im September 1939 bis September 1940
- Kapitänleutnant Erich Jacobi: von September 1940 bis April 1941, anschließend Chef der 32. Minensuchflottille
- Korvettenkapitän  d. R. Kurt-Joachim Schwarte: von April 1941 bis Juli 1942, später Chef der 3. Minensuchflottille
- Korvettenkapitän Gerhard Bidlingmaier: von Juli 1942 bis zur Auflösung der Flottille im November 1942, vorher in Vertretung Chef der 46. Minensuchflottille und anschließend Chef der 28. Minensuchflottille

## 19. Minensuchflottille

### Flottillengeschichte
Die 19. Minensuchflottille wurde durch die Kriegsmarine im September 1939 aufgestellt. Die Unterstellung erfolgte unter den Führer der Minensuchboote West beim Befehlshaber der Sicherung West.
Die Flottille wurde bis 1939 für den Sicherungsdienst in der Ostsee und zur Bewachung des Belt und beim Unternehmen Weserübung im April 1940 für den Geleitschutz für den Nachschub durch den Kattegat und Skagerrak eingesetzt. Von da an kam die Flottille bis 1943 für den Sicherungsdienst im Kattegat und Skagerrak zum Einsatz. Während des Unternehmens Weserübung konnten drei Boote der 19. Minensuchflottille die manövrierunfähige Lützow in Schlepp nehmen und nach Kiel überführen.
Zum 8. Oktober 1943 wurde die 19. Minensuchflottille aufgelöst und die Besatzungen kamen zur 29. Minensuchflottille, wobei der Chef der aufgelösten 19. Minensuchflottille die 29. Minensuchflottille übernahm.

### Flottillenchefs
- Korvettenkapitän Hans Sönnichsen: von der Aufstellung der Flottille im September 1939 bis Oktober 1942
- Korvettenkapitän d. R. Wolfgang Boecker: von Oktober 1942 bis zur Auflösung der Flottille im Oktober 1943, anschließend Chef der 29. Minensuchflottille

## 21. Minensuchflottille

### Flottillengeschichte
Die 21. Minensuchflottille wurde durch die Kriegsmarine am 27. Januar 1942 aufgestellt. Hierfür wurde die 6. Minensuchflottille (1) verwendet, die das erste Mal aufgelöst wurde. Die Unterstellung erfolgte unter die 5. Sicherungs-Division beim Befehlshaber der Sicherung der Nordsee, wie auch beim Einsatz der Flottille während der Operation Overlord.
Die Flottille wurde für den Minensuch- und Geleitdienst in der Nordsee, in norwegischen Gewässern und in der Ostsee eingesetzt. Das Einsatzgebiet der Flottille wechselte ständig zwischen der Nord- und Ostsee.
Im April 1945 wurde die 21. Minensuchflottille aufgelöst und die Boote der ehemaligen Flottille zum Auffüllen anderer Flottillen herangezogen.

### Flottillenchefs
- Korvettenkapitän d. R. Hans Oertel: von der Aufstellung der Flottille im Januar 1942 bis April 1944, vorher Chef der 31. Minensuchflottille
- Kapitänleutnant Georg Schulze: von April 1944 bis Januar 1945 (†), vormals stellvertretender Chef der 32. Minensuchflottille, Chef der 21. Räumbootsflottille und der 13. Räumbootsflottille
- Kapitänleutnant Kurt Junker: von Februar 1945 bis zur Auflösung der Flottille im April 1945, vorher Dritter Führungsstabsoffizier der 5. Sicherungs-Division

## 22. Minensuchflottille

### Flottillengeschichte
Die 22. Minensuchflottille wurde durch die Kriegsmarine am 1. September 1944 aufgestellt. Hierfür wurde die 14. Minensuchflottille verwendet, die daher aufgelöst wurde. Die Unterstellung erfolgte unter die 1. Sicherungs-Division beim Befehlshaber der Sicherung der Nordsee. Mit der Aufstellung des 2. Küstensicherungsverbands im Juni 1944 wechselte die Unterstellung dorthin.
Die Flottille wurde für den Minensuch- und Geleitdienst hauptsächlich in der Nordsee, vor der norwegischen Küste und in der Ostsee eingesetzt. Das Einsatzgebiet der Flottille wechselte ständig zwischen der Nord- und Ostsee.
Nach der Kapitulation wurde die 22. Minensuchflottille für den Räumdienst vor Dänemark eingesetzt. Die Flottille war dafür der 3. Minenräumdivision des Deutschen Minenräumdienstes zugeteilt und die Flottille wurde Ende 1947 aufgelöst.

### Flottillenchef
Flottillenchef war der Korvettenkapitän Hermann Pfleger, welcher vorher Chef der dann aufgelösten 14. Minensuchflottille war.

## 23. Minensuchflottille

### Flottillengeschichte
Die 23. Minensuchflottille wurde durch die Kriegsmarine am 1. August 1942 aufgestellt. Hierfür wurde die 11. Minensuchflottille (1) verwendet, die daher aufgelöst wurde. Die Unterstellung erfolgte, wie auch bei der 30. Minensuchflottille, direkt unter den Admiral Norwegische Westküste. Als im Mai 1944 der 5. Küstensicherungsverband aufgestellt wurde, wechselte die Unterstellung der Flottille unter diesen Verband.
Die Flottille wurde von 1942 bis 1944 für den Sicherungs- und Geleitdienst an der norwegischen Küste eingesetzt. 1945 erfolgte Geleitdienst in der mittleren Ostsee.
Nach der Kapitulation wurde die 23. Minensuchflottille für den Räumdienst in der Nordsee, in Norwegen und im Skagerrak eingesetzt. Die Flottille war dafür der 4. Minenräumdivision des Deutschen Minenräumdienstes zugeteilt und die Flottille wurde Ende 1947 aufgelöst.

### Flottillenchefs
- Korvettenkapitän Hans-Otto Philipp: von der Aufstellung der Flottille im August 1942 bis Juli 1943, vorher Chef der dann aufgelösten 11. Minensuchflottille (1) und später Chef des 1. und 6. Küstensicherungsverbands
- Korvettenkapitän d. R. Karl Wilhelm Müssen: von Juli 1943 bis Oktober 1943, später Chef des 3. Küstensicherungsverbands
- Korvettenkapitän Zausig: von Oktober 1943 bis April 1944, später Chef der 29. Minensuchflottille
- Kapitänleutnant Willy Behn: von Februar 1945 bis Mai 1945

## 24. Minensuchflottille

### Flottillengeschichte
Die 24. Minensuchflottille, später Minensuchflottille Karl-Friedrich Brill, wurde durch die Kriegsmarine am 1. November 1942 aufgestellt. Hierfür wurde die 12. Minensuchflottille (1) verwendet, die daher aufgelöst wurde. Die Unterstellung erfolgte unter die 3. Sicherungs-Division beim Befehlshaber der Sicherung West.
Die Flottille wurde von 1942 bis 1944 für den Sicherungs- und Geleitdienst im Kanal und im Bereich der Kanalinseln eingesetzt. In Folge der Operation Overlord, woran die Flottille auch teilnahm, wurde die Flottille im August 1944 dem Seekommandanten der Kanalinseln unterstellt. Nachdem im Oktober 1943 der Fregattenkapitän d. R. Karl-Friedrich Brill beim Untergang des Minenschiffs Juminda ums Leben gekommen war, benannte Adolf Hitler am 26. September 1944 die 24. Minensuchflottille in Minensuchflottille Karl-Friedrich Brill um. Im Dezember 1944 starb der Flottillenchef Breithaupt bei einem Flugzeugabsturz.
Nach der Kapitulation 1945 wurde die 24. Minensuchflottille aufgelöst.

### Flottillenchefs
- Fregattenkapitän d. R. Fritz Breithaupt: von der Aufstellung der Flottille im November 1942 bis Dezember 1944 (†), vorher Chef der dann aufgelösten 12. Minensuchflottille (1)
- Kapitänleutnant Carl-Friedrich Mohr: von Dezember 1944 bis zur Auflösung der Flottille im Mai 1945, vorher Kommandant und Gruppenführer bei der 14. Räumbootsflottille

## 25. Minensuchflottille

### Flottillengeschichte
Die 25. Minensuchflottille wurde durch die Kriegsmarine am 1. Dezember 1942 aufgestellt. Hierfür wurde die 17. Minensuchflottille verwendet, die daher aufgelöst wurde. Die Unterstellung erfolgte direkt unter den Admiral Norwegische Nordküste. Als im Juni 1944 die 9. Sicherungs-Division aufgestellt wurde, wechselte die Unterstellung der Flottille unter diesen Verband.
Die Flottille wurde von 1943 bis 1944 für den Minensuch- und Geleitdienst in der Nordsee und in Norwegen eingesetzt. 1944 folgte die Verlegung in den Finnenbusen und mit der Zurücknahme der Ostfront wurde die Flottille vermehrt für den Geleitdienst in der gesamten Ostsee eingesetzt. Die Flottille führte, wie auch die 1., 3. und 31. Minensuchflottille, zu Kriegsende Transporte aus dem Kurland-Kessel durch bzw. sicherte diese. Mitte April waren zwei Boote; M 294 und M 341; bei der Rettung der Besatzung und Passagiere der von sowjetischen Luftstreitkräften versenkten Karlsruhe eingesetzt, wobei nur 150 gerettet werden konnte.
Nach der Kapitulation wurde die 25. Minensuchflottille für den Räumdienst eingesetzt. Die Flottille war dafür der 5. Minenräumdivision des Deutschen Minenräumdienstes zugeteilt und die Flottille wurde November 1947 aufgelöst.

### Flottillenchefs
- Korvettenkapitän d. R. Victor Siemers: mit der Aufstellung der Flottille im Dezember 1942, vorher Chef der dann aufgelösten 17. Minensuchflottille
- Korvettenkapitän d. R. Wolfgang Leonhardt: von Dezember 1942 bis Mai 1944, vorher Erster Admiralstabsoffizier der 1. Sicherungs-Division
- Kapitänleutnant Heinz Vogeler: Juni/Juli 1944 mit Wahrnehmung der Geschäfte beauftragt
- Kapitänleutnant Walter-Erich Schneider: Juli/August 1944
- Kapitänleutnant Heinz Vogeler: von August 1944 bis Februar 1945
- Kapitänleutnant Elmershaus von Haxthausen: von Februar 1945 bis Mai 1945

## 26. Minensuchflottille

### Flottillengeschichte
Die 26. Minensuchflottille wurde durch die Kriegsmarine am 1. Januar 1943 aufgestellt. Hierfür wurde die 16. Minensuchflottille verwendet, die daher aufgelöst wurde. Die Unterstellung erfolgte unter die 4. Sicherungs-Division beim Befehlshaber der Sicherung West, wie auch beim Einsatz der Flottille während der Operation Overlord.
Die Flottille wurde für den Sicherungs- und Geleitdienst an der französischen Atlantikküste eingesetzt. Am 6. August 1944 war M 486 gemeinsam mit M 263 von der 10. Minensuchflottille als Geleitsicherung eines Transportes aus St. Nazaire eingesetzt. Beim Angriff von der britisch-kanadischen Force 26 wurden sechs deutsche Schiffe, u. a. auch M 263 und die Sachsenwald versenkt.
Die 26. Minensuchflottille wurde im August 1944 aufgelöst.

### Flottillenchefs
- Korvettenkapitän Karl Marguth: von der Aufstellung der Flottille im Januar 1943 bis April 1944, vorher Chef der dann aufgelösten 16. Minensuchflottille, später Kommandeur des Marine-Bataillon Marguth
- Kapitänleutnant d. R. Max von Lueder: von April 1944 bis zur Auflösung der Flottille im August 1944, anschließend Kommandeur des Marine-Bataillon Lueder

## 27. Minensuchflottille

### Flottillengeschichte
Die 27. Minensuchflottille wurde durch die Kriegsmarine am 1. Januar 1943 aufgestellt. Hierfür wurde die 13. Minensuchflottille verwendet, die daher aufgelöst wurde. Die Unterstellung erfolgte unter die 5. Sicherungs-Division beim Befehlshaber der Sicherung der Nordsee, wie auch beim Einsatz der Flottille während der Operation Overlord.
Die Flottille wurde von 1943 bis 1945 für den Minensuchdienst in der Nordsee und im Raum Holland eingesetzt. Zusätzlich wurde Geleitdienst von der Elbe nach Rotterdam durchgeführt.
Nach der Kapitulation wurde die 27. Minensuchflottille für den Räumdienst in der Nordsee eingesetzt. Die Flottille war dafür der 2. Minenräumdivision, später in der 6. Minenräumdivision, des Deutschen Minenräumdienstes zugeteilt und die Flottille wurde 1946 aufgelöst.

### Flottillenchefs
- Korvettenkapitän Rudolf Heynsen: von der Aufstellung der Flottille im Januar 1943 bis Februar 1945, anschließend Kommandeur der 2. Sicherungs-Stammabteilung
- Kapitänleutnant Joachim Fock: von Februar 1945 bis Mai 1945, vorher Chef der 30. Minensuchflottille

## 28. Minensuchflottille

### Flottillengeschichte
Die 28. Minensuchflottille wurde durch die Kriegsmarine am 1. Dezember 1942 aufgestellt. Hierfür wurde die 18. Minensuchflottille verwendet, die daher aufgelöst wurde. Die Unterstellung erfolgte unter die 4. Sicherungs-Division beim Befehlshaber der Sicherung West, wie auch beim Einsatz der Flottille während der Operation Overlord.
Die Flottille wurde für Sicherungs- und Geleitdienst im Kanal und an der französischen Atlantikküste, einschließlich der Biskaya eingesetzt. Im August 1944 wurde die 28. Minensuchflottille aufgelöst.

### Flottillenchef
Flottillenchef war der Korvettenkapitän Gerhard Bidlingmaier, welcher vorher Chef der dann aufgelösten 18. Minensuchflottille war.

## 29. Minensuchflottille

### Flottillengeschichte
Die 29. Minensuchflottille wurde durch die Kriegsmarine im Oktober 1943 aufgestellt. Hierfür wurde die 19. Minensuchflottille verwendet, die daher aufgelöst wurde. Die Unterstellung erfolgte unter die 8. Sicherungs-Division beim Befehlshaber der Sicherung der Ostsee.
Die Flottille wurde von 1943 bis 1945 für den Minensuchdienst in der Nordsee und im Raum Holland eingesetzt. Zusätzlich wurde Geleitdienst von der Elbe nach Rotterdam durchgeführt.
Nach der Kapitulation wurde die 29. Minensuchflottille für den Räumdienst in der Nordsee eingesetzt. Die Flottille war dafür der 2. Minenräumdivision, später in der 6. Minenräumdivision, des Deutschen Minenräumdienstes zugeteilt und die Flottille wurde 1946 aufgelöst.

### Flottillenchefs
- Korvettenkapitän d. R. Wolfgang Boecker: von der Aufstellung der Flottille im Oktober 1943 bis Februar 1945, vorher Chef der dann aufgelösten 19. Minensuchflottille
- Korvettenkapitän Zausig: von Februar 1945 bis Juni 1945, vormals Chef der 23. Minensuchflottille

## 30. Minensuchflottille

### Flottillengeschichte
Die 30. Minensuchflottille wurde durch die Kriegsmarine am 15. März 1943 aufgestellt. Hierfür wurde die 15. Minensuchflottille verwendet, die daher aufgelöst wurde. Die Unterstellung erfolgte, wie auch bei der 23. Minensuchflottille, direkt unter den Admiral Norwegische Westküste. Mit der Aufstellung des 6. Küstensicherungsverbands im Mai 1944 kam die 30. Minensuchflottille zum Verband und wechselte später unter die 9. Sicherungs-Division.
Die Flottille wurde für den Sicherungs- und Geleitdienst in Mittel- und Südnorwegen eingesetzt.
Nach der Kapitulation 1945 wurde die 30. Minensuchflottille aufgelöst.

### Flottillenchefs
- Fregattenkapitän d. R. Friedrich Uebe: von der Aufstellung der Flottille im März 1943 bis Mai 1944, vorher Chef der dann aufgelösten 15. Minensuchflottille und anschließend Chef des 6. Küstensicherungsverbands
- Kapitänleutnant Joachim Fock: von Mai 1944 bis Februar 1945, anschließend Chef der 27. Minensuchflottille
- Kapitänleutnant Alfred Muser: von Februar 1945 bis Juni 1945, vorher Chef der 8. Räumbootsflottille

## 31. Minensuchflottille

### Flottillengeschichte
Die 31. Minensuchflottille wurde durch die Kriegsmarine im September 1940 aufgestellt. Die Unterstellung wechselte später unter die 9. Sicherungs-Division.
Die Flottille wurde 1940/41 an der niederländischen Küste eingesetzt. Bis Kriegsende kam die Flottille im Finnenbusen zum Einsatz und war bei der Kapitulation 1945 in der westlichen Ostsee. Ab 1942 war die Rugard Versorgungsschiff der Flottille. Die Flottille führte, wie auch die 1., 3. und 25. Minensuchflottille, zu Kriegsende Transporte aus dem Kurland-Kessel durch bzw. sicherte diese.
Nach der Kapitulation wurde die 31. Minensuchflottille für den Räumdienst in der Ostsee eingesetzt. Die Flottille war dafür der 1. Minenräumdivision des Deutschen Minenräumdienstes zugeteilt und die Flottille wurde Ende 1947 aufgelöst.

### Flottillenchefs
- Korvettenkapitän Heinrich Conrad: von der Aufstellung der Flottille im September 1940 bis Juli 1941
- Korvettenkapitän d. R. Hans Oertel: von August 1941 bis Januar 1942, anschließend Chef der 21. Minensuchflottille
- Kapitänleutnant/Korvettenkapitän d. R. Hans-Joachim von Ramm: von Januar 1942 bis September 1944, gleichzeitig von Juli 1942 bis Oktober 1942 Kommandant der deutschen und italienischen Seestreitkräfte auf dem Ladogasee, vorher Kommandant in der 4. Minensuchflottille
- Kapitänleutnant Hans-Joachim Prater: von September 1944 bis Ende

## 32. Minensuchflottille

### Flottillengeschichte
Die 32. Minensuchflottille wurde durch die Kriegsmarine am 16. Juni 1940 aufgestellt. Anfangs noch beim Führer der Minensuchboote West, wechselte später die Unterstellung unter die 1. Sicherungs-Division beim Befehlshaber der Sicherung der Nordsee, wie auch beim Einsatz der Flottille während der Operation Overlord.
Die Flottille wurde an der niederländischen Küste eingesetzt, u. a. im September 1944 mit der Rückführung der 15. Armee über die Schelde beauftragt.
Nach der Kapitulation 1945 wurde die 32. Minensuchflottille aufgelöst.

### Flottillenchefs
- Kapitänleutnant Hans Fiebelkorn: von der Aufstellung der Flottille im Juni 1940 bis Juli 1940 mit der Wahrnehmung der Geschäfte beauftragt, vormals in Vertretung Chef der 16. Minensuchflottille und kurz Kommandant Sperrbrecher 2
- Kapitänleutnant Reiner Dierksen: von Juli 1940 bis März 1941, vorher Kommandant von M 5 bei der 1. Minensuchflottille, später Kommandant von U 176
- Korvettenkapitän Erich Jacobi: von April 1941 bis Februar 1945, vorher Chef der 18. Minensuchflottille
  - Kapitänleutnant Georg Schulze: von Oktober 1942 bis Februar 1943 stellvertretender Chef, später Chef der 21. und 13. Räumbootsflottille und Chef der 21. Minensuchflottille
  - Korvettenkapitän Kurt Seifert: im Dezember 1942 als Chef der 34. Minensuchflottille in Vertretung mit der Wahrnehmung der Geschäfte beauftragt; anschließend Chef der 20. Vorpostenflottille und später Chef der 11. Minensuchflottille (2) und Chef der 1. Donauflottille
- Oberleutnant zur See d. R. Jürgen Oestmann: von Februar 1945 bis Ende mit der Wahrnehmung der Geschäfte beauftragt

## 34. Minensuchflottille

### Flottillengeschichte
Die 34. Minensuchflottille wurde durch die Kriegsmarine im Juli 1940 aus der am 13. Juni 1940 eingerichteten Küstenminensuchflottille Holland aufgestellt. Anfangs noch beim Führer der Minensuchboote West, wechselte später die Unterstellung unter die 1. Sicherungs-Division beim Befehlshaber der Sicherung der Nordsee, wie auch beim Einsatz der Flottille während der Operation Overlord.
Die Flottille wurde an der niederländischen Küste eingesetzt.
Nach der Kapitulation 1945 wurde die 34. Minensuchflottille aufgelöst.

### Flottillenchefs
- Korvettenkapitän d. R. Fritz Breithaupt: von der Aufstellung der Flottille im Juli 1940 bis September 1940, vormals Chef der 14. Minensuchflottille und anschließend Chef der 12. Minensuchflottille (1) und 24. Minensuchflottille
- Korvettenkapitän Kurt Seifert: von September 1940 bis Januar 1943, im Dezember 1942 zugleich in Vertretung mit der Wahrnehmung der Geschäfte als Chef der 32. Minensuchflottille beauftragt, anschließend Chef der 20. Vorpostenflottille und später Chef der 11. Minensuchflottille (2) und Chef der 1. Donauflottille
- Kapitänleutnant Rudolf Lück: von Januar 1943 bis Juni 1943, später Kommandant das Nachtjagdleitschiffs Togo
- Kapitänleutnant Siegfried Schröder: von Juni 1943 bis Juli 1944, anschließend Kompaniechef an der Marineschule Mürwik
- Korvettenkapitän d. R. Harald Schaper: von Juli 1944 bis Dezember 1944, anschließend Erster Führungsstabsoffizier der 1. Sicherungs-Division und nach dem Krieg Chef der 5. Minenräumdivision des Deutschen Minenräumdienstes
- Oberleutnant zur See Ehler: von Februar 1944 bis Januar 1945 mit der Wahrnehmung der Geschäfte beauftragt
- Kapitänleutnant Karl Preussner: von Januar 1945 bis Ende, vorher bei der 6. und 21. Minensuchflottille eingesetzt

## 36. Minensuchflottille

### Flottillengeschichte
Die 36. Minensuchflottille wurde durch die Kriegsmarine im Juli 1940 aufgestellt. Anfangs noch beim Führer der Minensuchboote West, wechselte später die Unterstellung unter die 2. Sicherungs-Division beim Befehlshaber der Sicherung West, wie auch beim Einsatz der Flottille während der Operation Overlord.
Die Flottille wurde an der niederländischen Küste eingesetzt. 1945 war der Einsatzraum die Ostsee mit Stützpunkt in Warnemünde. Am 17. September 1943 sank nach Minentreffer das Führungsboot der Flottille M 3600. Dieses wurde durch M 508 ersetzt.
Nach der Kapitulation 1945 wurde die 36. Minensuchflottille aufgelöst.

### Flottillenchefs
- Fregattenkapitän Heinrich Bramesfeld: von der Aufstellung der Flottille im Juli 1940 bis Februar 1941, anschließend Chef der 1. Sicherungs-Division
  - Kapitänleutnant Walter Josephi: Juli 1940 bis Februar 1941 stellvertretender Chef
- Korvettenkapitän d. R. Walter Josephi: von Februar 1941 bis Dezember 1941, anschließend Chef der 6. Sicherungsflottille und später Chef der 10. Minensuchflottille
- Korvettenkapitän Karl Palmgren: von Januar 1943 bis März 1943 in Vertretung, später Chef der 38. Minensuchflottille
- Korvettenkapitän Behrmann: von März 1943 bis Juli 1943
- Korvettenkapitän d. R. Walther Grosse: von Juli 1943 bis Mai 1944, vorher Zweiter Admiralstabsoffizier der 2. Sicherungs-Division
- Korvettenkapitän d. R. Fritz Reinhold: von Mai 1944 bis Ende, vormals Gruppenführer und Adjutant in der Flottille

## 38. Minensuchflottille

### Flottillengeschichte
Die 38. Minensuchflottille wurde durch die Kriegsmarine am 1. Juli 1940 aufgestellt. Das Führerboot der Flottille wurde M 3800. Anfangs noch beim Führer der Minensuchboote West, wechselte später die Unterstellung unter die 2. Sicherungs-Division beim Befehlshaber der Sicherung West, wie auch beim Einsatz der Flottille während der Operation Overlord. Bei dieser Operation war die Flottille Teil der ersten deutschen Aufklärungspatrouille nach der Landung.
Die Flottille wurde bis 1944 im englischen Kanal und an der Küste der Niederland und Belgien eingesetzt. Stützpunkt war Le Havre. 1944/1945 kam die Flottille im Kattegat bei Nyköbing zum Einsatz.
Nach der Kapitulation 1945 wurde die 38. Minensuchflottille aufgelöst.

### Flottillenchefs
- Kapitänleutnant/Korvettenkapitän d. R. Walter Rauff: von der Aufstellung der Flottille im Juli 1940 bis April 1941, anschließend entlassen
- Kapitänleutnant Walter Gemein: von April 1941 bis Oktober 1941, anschließend Chef der 44. Minensuchflottille
- Korvettenkapitän Wolfgang Haack: von Oktober 1941 bis Januar 1943, anschließend Chef der 4. Minensuchflottille
- Kapitänleutnant/Korvettenkapitän Otto Ulrich: von Januar 1943 bis Mai 1944, anschließend Erster Offizier auf der Z 37
- Fregattenkapitän Karl Palmgren: von Mai 1944 bis Januar 1945, vormals in Vertretung Chef der 36. Minensuchflottille
- Kapitänleutnant Gustav-Werner Haubold: von Februar 1945 bis Ende, vormals als Kommandant von M 36 mit der Wahrnehmung der Geschäfte als Chef der 4. Minensuchflottille beauftragt

## 40. Minensuchflottille (1)

### Flottillengeschichte
Die 40. Minensuchflottille wurde durch die Kriegsmarine am 4. Juli 1940 das erste Mal aufgestellt. Anfangs noch beim Führer der Minensuchboote West, wechselte später die Unterstellung unter die 3. Sicherungs-Division beim Befehlshaber der Sicherung West, wie auch beim Einsatz der Flottille während der Operation Overlord.
Die Flottille wurde vor der Küste Nordfrankreichs mit den Stützpunkt in Brest eingesetzt.
Die 40. Minensuchflottille wurde im August/September 1944 das erste Mal aufgelöst.

### Flottillenchefs
- Kapitänleutnant Georg Pinkepank: von der Aufstellung der Flottille im Juli 1940 bis November 1942, anschließend Chef der 2. Räumbootsflottille und der 1. Minensuchflottille
- Kapitänleutnant/Korvettenkapitän d. R. Horst von Treufels: von November 1942 bis August 1944, vorher Kommandant von M 7 in der 1. Minensuchflottille

## 40. Minensuchflottille (2)
Kurz vor Kriegsende im März 1945 wurden die 40. Minensuchflottille in Skagen ein zweites Mal u. a. mit den Schiffen M 509, M 528, M 581 und M 582 aufgestellt. Aufgaben der Flottille waren Geleit- und Sicherungsdienst im Skagerrak und Kattegat.
Nach der Kapitulation wurde die 40. Minensuchflottille für den Räumdienst eingesetzt. Die Flottille war dafür der 3. Minenräumdivision des Deutschen Minenräumdienstes zugeteilt.

## 42. Minensuchflottille

### Flottillengeschichte
Die 42. Minensuchflottille wurde durch die Kriegsmarine im Juli 1940 aufgestellt. Anfangs noch beim Führer der Minensuchboote West, wechselte später die Unterstellung unter die 4. Sicherungs-Division beim Befehlshaber der Sicherung West, wie auch beim Einsatz der Flottille während der Operation Overlord.
Die Flottille wurde vor der französischen Atlantikküste mit den Stützpunkt in Les Sables-d’Olonne eingesetzt.
Die 42. Minensuchflottille wurde nach der Operation Overlord am 15. September 1944 aufgelöst.

### Flottillenchefs
- Kapitänleutnant Hölzerkopf: von der Aufstellung der Flottille im Juli 1940 bis November 1941, vorher Kommandant in der 16. Minensuchflottille, anschließend Chef der 3. Räumbootflottille und der 8. Minensuchflottille
- Kapitänleutnant Josef Bauer: von November 1941 bis August 1942, anschließend Chef der 2. Artillerieträgerflottille
- Korvettenkapitän d. R. Louis-Max de Laporte: von August 1942 bis Mai 1944, anschließend Chef der 13. Sicherungsflottille
- Korvettenkapitän Paul Lehmann: von Mai 1944 bis September 1944, anschließend Chef der 10. Sicherungsflottille

## 44. Minensuchflottille

### Flottillengeschichte
Die 44. Minensuchflottille wurde durch die Kriegsmarine im November 1940 aufgestellt. Anfangs noch beim Führer der Minensuchboote West, wechselte später die Unterstellung unter die 4. Sicherungs-Division beim Befehlshaber der Sicherung West, wie auch beim Einsatz der Flottille während der Operation Overlord.
Die Flottille wurde vor der französischen Westküste mit den Stützpunkt in Blaye eingesetzt.
Die 44. Minensuchflottille wurde im September 1944 aufgelöst.

### Flottillenchefs
- Korvettenkapitän d. R. Hans Lambrecht: von der Aufstellung der Flottille im November 1940 bis November 1941, vorher Kommandant in der 6. Minensuchflottille
- Korvettenkapitän Walter Gemein: von November 1941 bis Dezember 1943, vorher Chef der 38. Minensuchflottille
- Korvettenkapitän Günther Gelpke: von Dezember 1943 bis zur Auflösung der Flottille im September 1944, vormals u. a. Kommandant in der 14. und 6. Minensuchflottille und der 4. Vorpostenflottille

## 46. Minensuchflottille

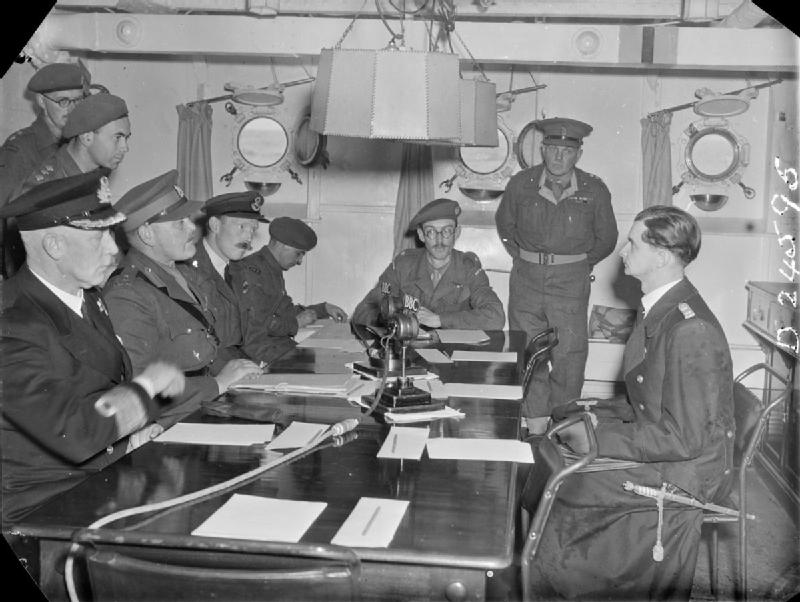
Kapitulationsgespräche für die Kanalinseln an Bord der Bulldog. Deutscher Vertreter ist Kapitänleutnant Armin Zimmermann, Chef der 46. Minensuchflottille.

### Flottillengeschichte
Die 46. Minensuchflottille wurde durch die Kriegsmarine am 8. Dezember 1941 aufgestellt. Anfangs noch beim Führer der Minensuchboote West, wechselte später die Unterstellung unter die 3. Sicherungs-Division beim Befehlshaber der Sicherung West, wie auch beim Einsatz der Flottille während der Operation Overlord. Ab August 1944 war die Flottille dem Kommandant der Seeverteidigung Kanalinseln unterstellt.
Die Flottille wurde vor der französischen Westküste vor allem im Bereich der 3. Sicherungs-Division (Bretagne) eingesetzt.
Die 46. Minensuchflottille wurde im Mai 1945 aufgelöst. Bei den Kapitulationsgespräche für die Kanalinseln war der Flottillenchef Zimmermann deutscher Vertreter.

### Flottillenchefs
- Kapitänleutnant/Korvettenkapitän d. R. Georg Freiherr von Mauchenheim gen. Bechtolsheim: von der Aufstellung der Flottille im Dezember 1941 bis März 1944, vorher Kommandant in der 12. Minensuchflottille
  - Korvettenkapitän Gerhard Bidlingmaier: im Juni/Juli 1942 in Vertretung, anschließend Chef der 18. Minensuchflottille
- Kapitänleutnant Armin Zimmermann[5]: von März 1944 bis zur Auflösung der Flottille im Mai 1945, zugleich von Juni 1944 bis August 1944 in Vertretung Chef der 6. Artillerieträgerflottille

## 52. Minensuchflottille

### Flottillengeschichte
Die 52. Minensuchflottille wurde durch die Kriegsmarine im Dezember 1940 aufgestellt.
Die Flottille wurde für den Sicherungsdienst in den norwegischen Küstengewässern im Raum Bergen eingesetzt. Bis Oktober 1943 wurden, wie auch bei der 54. Minensuchflottille, die Geschäfte des Flottillenchefs durch den Chef des Küstensicherungsverbands norwegische Westküste wahrgenommen. Die Unterstellung der 52. Minensuchflottille blieb bis zur Auflösung der Dienststelle des Küstensicherungsverbands norwegische Westküste im Mai 1944 unter diesem und kam dann zum neu eingerichteten 5. Küstensicherungsverband.
Ende September 1944 wurde die Flottille aufgelöst.

### Flottillenchefs
In Personalunion bis Oktober 1943:
- Korvettenkapitän Hans Bartels: von der Einrichtung bis Dezember 1942
- Korvettenkapitän Karl Wolters: von Dezember 1942 bis September 1943

Ab Oktober 1943:
- Kapitänleutnant d. R. Curt Richter: von der Aufstellung der Flottille im Dezember 1940 bis August 1944
- Oberleutnant zur See Ossowski: von August 1944 bis zur Auflösung der Flottille im September 1944

## 54. Minensuchflottille

### Flottillengeschichte
Die 54. Minensuchflottille wurde durch die Kriegsmarine im Dezember 1940 aufgestellt.
Die Flottille wurde für den Sicherungsdienst in den norwegischen Küstengewässern im Raum Bergen insbesondere zur Räumung des Heltefjords eingesetzt. Bis Oktober 1943 wurden, wie auch bei der 52. Minensuchflottille, die Geschäfte des Flottillenchefs durch den Chef des Küstensicherungsverbands norwegische Westküste wahrgenommen. Anschließend erfolgte die Führung nebendienstlich durch den Chef der Hafenschutzflottille Bergen. Die Unterstellung der 54. Minensuchflottille blieb bis zur Auflösung der Dienststelle des Küstensicherungsverbands norwegische Westküste im Mai 1944 unter diesem und kam dann zum neu eingerichteten 6. Küstensicherungsverband.
Die 54. Minensuchflottille bestand bis Kriegsende.

### Flottillenchefs
In Personalunion bis Oktober 1943:
- Korvettenkapitän Hans Bartels: von der Aufstellung der Flottille im Dezember 1940 bis Dezember 1942
- Korvettenkapitän Karl Wolters: von Dezember 1942 bis September 1943

In Personalunion ab Oktober 1943:
- Fregattenkapitän Dietrich von Brixen: von Oktober 1943 bis Mai 1944, anschließend Chef des 5. Küstensicherungsverbandes
- Oberleutnant zur See Kneppe: von Mai 1944 bis April 1945
- Kapitänleutnant Wiese: von April 1945 bis Kriegsende

## 56. Minensuchflottille

### Flottillengeschichte
Die 56. Minensuchflottille wurde durch die Kriegsmarine im Juni 1940 aufgestellt.
Die Flottille wurde für den Sicherungsdienst im Bereich des Admirals der norwegischen Nordküste. Die Unterstellung der 56. Minensuchflottille blieb bis zur Auflösung der Dienststelle des Küstensicherungsverbands norwegische Nordküste im Mai 1944 unter diesem und kam dann zum neu eingerichteten 4. Küstensicherungsverband.
Die 56. Minensuchflottille bestand bis Kriegsende.

### Flottillenchefs
- Kapitänleutnant Wirich von Gartzen: von der Aufstellung der Flottille im Juni 1940 bis Februar 1941
- Oberleutnant zur See Heinz Barleben: von Februar 1941 bis Juli 1941 in Vertretung
- Oberleutnant zur See Heinz Barleben: von Juli 1941 bis März 1944, anschließend kam er in den Stab des 4. Küstensicherungsverbandes
- Oberleutnant zur See Rübesam: von März 1944 bis zur Auflösung der Flottille im Mai 1945

## 70. Minensuchflottille

### Flottillengeschichte
Die 70. Minensuchflottille wurde durch die Kriegsmarine im Juli 1943 aufgestellt.
Die Flottille wurde an der westitalienischen Küste und der Riviera eingesetzt. Die Unterstellung erfolgte unter die 7. Sicherungs-Division anfangs unter dem Marinekommando Italien. Im Oktober 1944 ging die 70. Minensuchflottille in der 13. Sicherungsflottille auf.

### Flottillenchefs
- Korvettenkapitän d. R. Herbert Walter: von der Aufstellung der Flottille im Juli 1943 bis November 1943
- Kapitänleutnant d. R. Hans-Jörg Bremme: von November 1943 bis zur Auflösung der Flottille im Oktober 1944, vormals Gruppenführer in der 6. Sicherungsflottille, 6. Räumbootsflottille und 70. Minensuchflottille